# Edward Meisner
Edward Jan Meisner (ur. 11 października 1926 w Rudzie Śląskiej, zm. 13 stycznia 2012 w Warszawie) – polski działacz partyjny i państwowy, ekonomista, podsekretarz stanu w Ministerstwie Przemysłu Maszynowego (1972–1981).

## Życiorys
Syn Jana i Łucji. Od 1942 do 1949 pracował w Komunalnej Kasie Oszczędności w Lublińcu jako praktykant, księgowy i szef wydziału kredytowego. W latach 1949–1951 uczył się w Wyższej Szkole Handlu Morskiego w Gdyni, podczas studiów pracował jako księgowy w Portowych Zakładach Przemysłu Tłuszczowego, a następnie w oddziale Banku Inwestycyjnego w Gdańsku. Następnie był kierownikiem działu i głównym księgowym tegoż banku w Bytomiu (1951–1954) oraz szefem oddziału w Chorzowie (1954–1959), a następnie dyrektorem Departamentu Inwestycji Przemysłów Ciężkich w centrali Banku Inwestycyjnego. W 1970 przeszedł do kierowania Departamentem Ekonomiki Inwestycji w Narodowym Banku Polskim.
W marcu 1948 wstąpił do Polskiej Partii Socjalistycznej, w tym samym roku przeszedł do Polskiej Zjednoczonej Partii Robotniczej. Od stycznia 1972 do sierpnia 1981 zajmował stanowisko podsekretarza stanu w Ministerstwie Przemysłu Maszynowego.
20 stycznia 2012 został pochowany na Cmentarzu Komunalnym Północnym w Warszawie.

## Odznaczenia
W 1955 odznaczony Srebrnym Krzyżem Zasługi.